# Vishakhapatnam

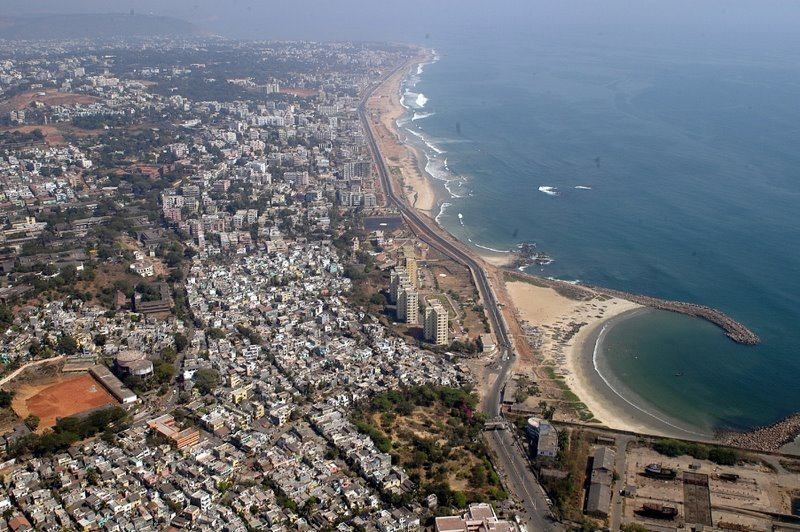
Vedere din avion

Vishakhapatnam este un oraș în India.